# Cầu Rào
Cầu Rào là một cây cầu bắc qua sông Lạch Tray tại thành phố Hải Phòng, Việt Nam.

## Vị trí
Cầu kết nối phố Lạch Tray (thuộc địa bàn phường Đằng Giang, quận Ngô Quyền và phường Cát Bi, quận Hải An) với đường Phạm Văn Đồng (thuộc phường Anh Dũng, quận Dương Kinh). Đây là một cây cầu có lịch sử lâu đời tại Hải Phòng.

## Lịch sử
Cầu Rào được xây dựng lần đầu tiên dưới thời Pháp thuộc, nằm trên tuyến đường từ Hải Phòng đi Đồ Sơn có tên là đường 14 (còn được gọi là đường 353, tức đường Phạm Văn Đồng ngày nay). Lúc đầu, cầu nằm ở gần cổng khách sạn Chuyên gia hiện nay, làm bằng sắt, dài 174 m. Cầu thuộc địa phận làng Rào (tên nôm của làng An Khê) nên có tên là cầu Rào.
Cuối năm 1946, thực hiện chủ trương tiêu thổ kháng chiến, quân Việt Minh đã lột hết ván lát mặt cầu và phá một số thanh giằng ngang. Năm 1947, thực dân Pháp đã sửa lại và đặt lô cốt ở hai đầu cầu để bảo vệ. Năm 1969, cầu lại bị quân đội Mỹ ném bom phá sập.
Sau năm 1976, cầu Rào được xây dựng lại ở vị trí hiện nay với chiều dài 174 m, chiều rộng 12 m. Ngày 28 tháng 1 năm 1980, cầu được khánh thành. Tuy nhiên, vào ngày 16 tháng 7 năm 1987, cầu bị sập nhịp mố phía bắc nên phải dỡ bỏ và xây lại bằng sắt với hai làn xe, hoàn thành năm 1989.
Sau gần 40 năm khai thác, cầu đã xuống cấp, mặt cầu phần xe chạy chỉ rộng 7 m nên không còn đáp ứng được lưu lượng phương tiện ngày càng tăng và thường xuyên gây ùn tắc giao thông cục bộ trong khu vực. Ngày 13 tháng 10 năm 2020, UBND thành phố Hải Phòng khởi động Dự án đầu tư xây dựng mới cầu Rào với thiết kế vĩnh cửu để thay thế cầu cũ. Vào ngày 14 tháng 1 năm 2021, thành phố đã đóng cầu Rào để phục vụ cho việc tháo dỡ và thi công xây mới.

## Cầu Rào hiện nay
Theo thiết kế, cầu Rào mới là cầu vĩnh cửu có kết cấu bê tông cốt thép và bê tông cốt thép dự ứng lực và vòm thép; có chiều dài 456,5 m, chiều rộng 30,5 m; 4 làn xe ôtô, 2 làn xe đạp, xe máy; khoang thông thuyền rộng 50 m, cao 7 m. Trong đó, phần cầu chính gồm 11 nhịp dầm, 3 vòm thép và 6 nhịp dẫn bằng dầm bản rỗng, quy mô 4 làn xe cơ giới, 2 làn xe hỗn hợp. Lối lên xuống phía bờ quận Hải An và quận Ngô Quyền có hai nhánh vòng xuyến, mỗi nhánh gồm 7 nhịp có chiều dài từ 18 đến 30 m kết nối đi các hướng đường Ngô Gia Tự, đường Thiên Lôi và đường Lạch Tray. Cầu Rào được thông xe kỹ thuật vào ngày 25 tháng 1 năm 2022.